# Deutsche Chronik (Kempowski)
Deutsche Chronik ist der Titel einer neunbändigen Buchreihe des deutschen Schriftstellers Walter Kempowski, die aus sechs Romanen und drei Befragungsbüchern besteht. Kempowski erzählt die Geschichte des Niedergangs des deutschen Bürgertums im 20. Jahrhundert. Exemplarisch nutzt er dazu seine eigene Familiengeschichte, die durch drei Bücher flankiert und relativiert wird, in denen sich jeweils eine Reihe unbekannter Deutscher zu einer vorgegebenen Frage äußert.

## Umfang
Die Deutsche Chronik umfasst im Einzelnen folgende Bände:
- I. Aus großer Zeit. 1978. Roman
- II. Schöne Aussicht. 1981. Roman
- III. Haben Sie Hitler gesehen? 1973. Befragungsbuch
- IV. Tadellöser & Wolff. 1971. Roman
- V. Uns geht’s ja noch gold. 1972. Roman
- VI. Haben Sie davon gewußt? 1979. Befragungsbuch
- VII. Ein Kapitel für sich. 1975. Roman
- VIII. Schule (Immer so durchgemogelt. Erinnerungen an unsere Schulzeit). 1974. Befragungsbuch
- IX. Herzlich willkommen. 1984. Roman

## Titel
Nach Kempowskis eigenen Aussagen geht der Titel Deutsche Chronik nicht auf ihn selbst, sondern auf den Albrecht Knaus Verlag zurück. Er hält ihn sogar für problematisch. Erstmals verwendet wurde der Obertitel Deutsche Chronik bei dem 1981 erschienenen Roman Schöne Aussicht. Er zeigt für Eckehard Czucka, dass erst nachträglich eine Intention entstand, die mit dem Obertitel herausgestellt werden sollte. Ute Barbara Schilly sieht den Erkenntnisgewinn des Lesers durch ein „Changieren zwischen Fiktion und Dokumentation“ als Hauptabsicht Kempowskis, und sie verweist dabei auf seinen Ausspruch: „Ich habe den bürgerlichen Alltag in einem autoritären Staat gezeigt und die Einsicht beim Leser erzielen wollen, daß zahlreiche charakteristische Züge jenes Bürgertums, das einst Nährboden des Nationalsozialismus war, noch immer bestehen.“

## Verfilmungen
Unter der Regie von Eberhard Fechner produzierte das ZDF die Fernseh-Mehrteiler Tadellöser & Wolff (1975) und Ein Kapitel für sich (1979–1980). Im Jahr 1990 verfilmte Hark Bohm auch den Abschlussband Herzlich willkommen.